# Colubrina glandulosa
Colubrina glandulosa är en brakvedsväxtart som beskrevs av Janet Russell Perkins. Colubrina glandulosa ingår i släktet Colubrina och familjen brakvedsväxter.

## Underarter
Arten delas in i följande underarter:
- C. g. antillana
- C. g. glandulosa
- C. g. nipensis
- C. g. reitzii